# Grijer
Grijer (  ili fr. Le Gruyère) je švajcarski tvrdi sir za zaštićenim poreklom, koji se pravi od neobrađenog kravljeg mleka.

## Istorija
Prvi zapisi o sirenju grijera datiraju još iz 1115. godine. U jednom od zapisa koji potiču iz ove godine, prvi grof od Grejerza svedoči o upotrebi sira u manastiru Ružmon, ali ostaje otvoreno koja vrsta sira je to bila.
Ime grijer kao oznaka za vrstu sira, za koji bi se moglo reći da je današnjem grijeru bio izuzetno sličan, se prvi put pojavljuje godine 1602, kada je uprava Fribura članovima francuske ambasade ponudila četrnaest kolutova sira na poklon. Sir je poticao iz friburškog gradića Grijer (fr. Gruyère).
Danas je ime ovog sira zaštićeno. Širom sveta je marka „švajcarski grijer“ (engl. Le Gruyere Switzerland) zaštićena. Grijer se proizvodi u kantonima Fribur, Vo (Lozana), Nešatel i Jura, kao i u pojedinim opštinama koje se graniče sa kantonom Bern.

## Karakteristike
Kolut sira sa prečnikom 55-65 cm i debljinom od 9,5 do 12cm teži između 25 i 40kg.
Kora je svetlo smeđa, sir je gladak, tvrd i lako se drobi. Rupe su poželjne ali ne i obavezne. Kod grijera koji je duže sazrevao, pod jezikom se osećaju fini kristali. Sadržaj masnoće se kreće između 49 i 53% u suvoj masi.

## Zrenje
Zrenje grijera je veoma važan sastavni deo procesa proizvodnje. Idealno, vlažnost vazduha bi trebalo da bude između 94 i 98%, pri nižoj vlažnosti sir se suši, a pri višoj kora sira postaje lepljiva i masna. Temperatura bi trebalo da je između 13 i 14°C, ali ove relativno visoke temperature su moguće samo kada je kvalitet sira izuzetno dobar. U suprotnom, preporučuju se niže temperature, između 10 i 12 stepeni. Što je temperatura niža, utoliko je sir čvršći i lomljiviji.

## Varijante
Grijer ima nekoliko različitih stepeni zrenja, a postoji i varijanta sa alpskim mlekom (fr. Gruyère d'alpage). Oznake za različite stepene zrenja, i odgovarajuće vreme sazrevanja su:
- Blagi (mild/doux): najmanje 5 meseci
- Poluzreli (reif/rezent/salé): najmanje 7 meseci. Moguće podvarijante su 
  - Blago poluzreli (mi-salé): 7-8 meseci
  - Poluzreli (salé): 9-10 meseci
- Zreli (surchoix/réserve): najmanje 10 meseci
- Ekstra zreli (extrareif/vieux): najmanje15 meseci

Posebna varijanta grijera je „grijer iz bureta“, koji, kako mu ime govori, zri u kamenim buradima, i uz visoku vlažnost vazduha (do 95%) i niske temperature (nešto iznad 10°C). Optimalno je zrenje od najmanje 12 meseci, od toga 3 van, i 9 meseci u buretu.
Ove podele po zrenju nisu oficijelne, već uobičajene. Stoga može da se pronađe i petomesečni grijer iz bureta, baš kao i osmomesečni ekstra zreli grijer.

## Grijer premijer kri
Jedini izvesno sazreli grijer je Grijer premijer kri fr. Le Gruyère Premier Cru: on je najmanje 14 meseci zrio, pri vlažnosti vazduha od 95% i na temperaturi od 13,5°C. Ovaj sir se proizvodi samo i isključivo u kantonu Fribur.
On je prvi sir koji je tri puta – 1992, 2002. i 2005. – poneo titulu najboljeg sira sveta na Svetskim nagradama za sir (engl. World Cheese Awards) u Londonu.

## Spoljašnje veze
- Grijer sajt Архивирано на веб-сајту  (7. јун 2017)
- Članak o istoriji i kontroverzi vezanoj za švajcarske i francuske tvrdnje o poreklu grijera
- Grijer premijer kri
- Svetske nagrade za sir, London